# Juxtachelifer fructuosus
Tribu
Genre
Espèce
Juxtachelifer fructuosus, unique représentant du genre Juxtachelifer et  de la tribu des Juxtacheliferini, est une espèce de pseudoscorpions de la famille des Withiidae.

## Distribution
Cette espèce se rencontre aux États-Unis au Nouveau-Mexique et en Californie et au Mexique au Durango et au Tamaulipas.

## Habitat
Ce pseudoscorpion se rencontre dans le terrier de Neotoma sp..

## Description
Le mâle holotype mesure 3,0 mm et la femelle paratype 3,8 mm, les mâles mesurent de 2,9 à 3,3 mm et les femelles de 3,7 à 4,1 mm.

## Publication originale
- Hoff, 1956 : Pseudoscorpions of the family Cheliferidae from New Mexico. American Museum Novitates, no 1804, p. 1-36 (texte intégral).